# Château de la Mabilière
Le château fort, manoir et maison noble de La Mabilière date sur les écrits, du XIVe siècle. "La Mabilière" était autrefois un fief du Poitou, relevant de Germiny, à Braye-sous-Faye, et suivant la coutume d’Anjou, elle est maintenant devenue une vieille ferme d'Indre-et-Loire, dans la région Centre-Val de Loire, à Courcoué, près de Richelieu. Ce manoir a un passé médiéval historique digne des plus fabuleux avec des rebondissements des plus cocasses et rocambolesques, animés par les chevaliers de la région. Jehan Poret, vassal de Jehan de Beuil, grand maître des Arbalétriers, son suzerain, qui lui donna son accord, fera fortifier son fief, et restera aux services de Charles VII. Cette maison forte du XVe siècle possédait des murailles et un pont-levis qui ont disparu au début du XIXe siècle. Vers 1945, on pouvait encore voir une tour de défense à demi arasée servant aussi de colombier. Celle-ci s'est écroulée lors de la démolition d’un bâtiment attenant. Désertée et les bâtiments abandonnés, une des trois tours transformée en fuye à toiture à pan coupé existait encore en 1956.

## Géographie du site du fief

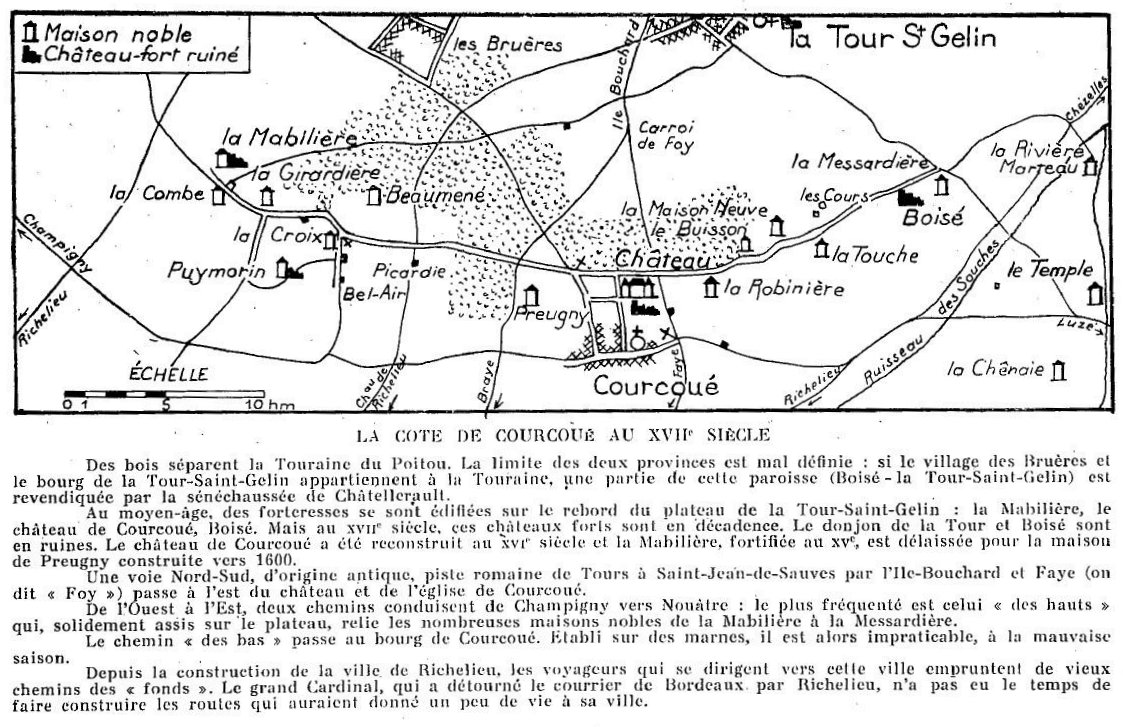
Carte de Courcoué au XVIIIe siècle.

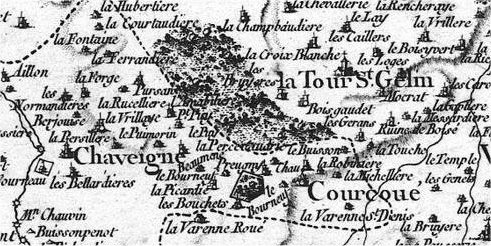
Carte de Cassini de La Combe au XVIIe siècle.

"La Mabilière", ancien fief fortifié, figurant sur la carte de Cassini sous le toponyme : "l’Amabilière", se trouve à mi-chemin entre les bourgs de Chaveignes et de La Tour-Saint-Gelin, sur le territoire de la commune de Courcoué, ou de petites forteresses se sont édifiées sur le plateau de cette dernière. 
L'endroit de ces implantations n'est pas anodin, puisque du haut de ce promontoire les habitants  pouvaient dominer la vallée richelaise et contrôler au nord la seule voie majeure qui conduisait de Bléré/Sainte-Maure à Chinon via Champigny-sur-Veude et Rivière.
Ces maisons nobles étaient communes à Courcoué, paroisse soumise à la coutume de Faye qui limitait le droit d’aînesse à "La Combe" (situé sur la cote de Courcoué). Entre "La Mabilière" et "La Messardière", on ne compte pas moins de dix maisons nobles : "La Mabilière", "La Girardière", "La Croix-Morin", "Le Puits-Morin", "Beaumené", le fief de "Preugny", le "Château de Courcoué", "La Robinière" et le "Château de Boisé".

## Histoire du fief

### Paléolithique
Il a été découvert à Courcoué, un coup-de-poing en amande largement entamé par des enlèvements gélifs, entre la Rivière-Marteau et la Bonde.

### Néolithique
Les recherches qui font l'objet de cette note ont été effectuées en 1945-1946 et 1947. Elles ont porté particulièrement sur les communes de La Tour-Saint-Gelin et Courcoué, dont le territoire a été parcouru pas à pas, à l'occasion des travaux topographiques de révision de leur cadastre.
Le docteur Louis Dubreuil-Chambardel, signale que « le territoire de Courcoué, surtout la région élevée qui domine la Veude, a livré une quantité inusitée de belles haches polies ».
Deux points de trouvailles :
- Il a été trouvé à La Mabilière (aux environs de la ferme) deux grattoirs. Sur le deuxième d'entre eux, les encoches symétriques de la base, sûrement pour accommoder pour un emmanchement.

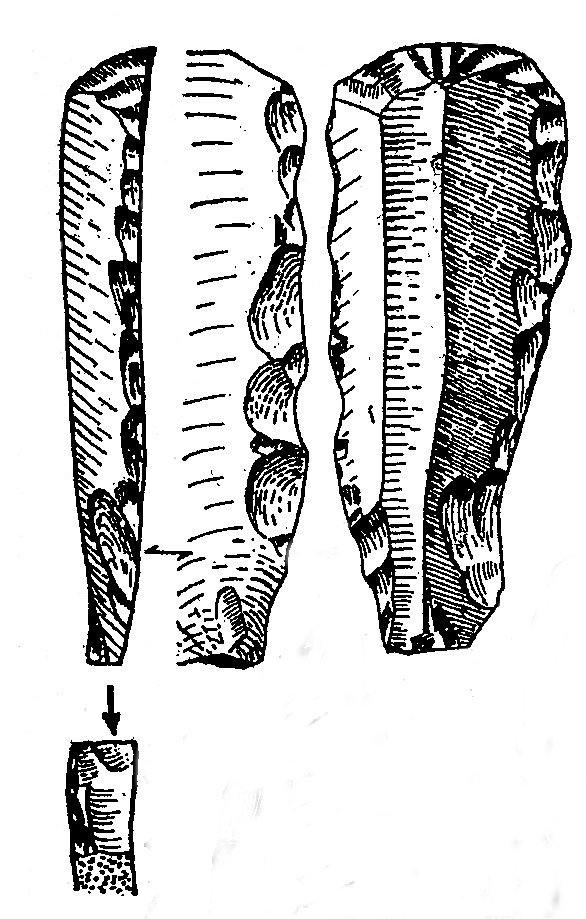
Grattoir no 1 de La Mabilière
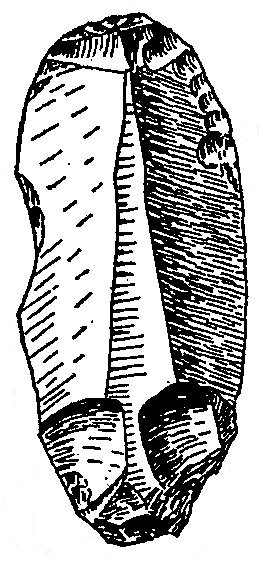
Grattoir no 2 de La Mabilière

- Entre La Mabilière et Les Bruères, il fut trouvé une hache polie en diorite (133 mm × 49 mm × 34 mm) et hache polie en roche verdâtre (112 mm × 49 mm × 29 mm).

### La Mabilière (ou l’Amabilière)rappel historique
Le fief de "La Mabilière" relevait de la châtellenie de Faye-la-Vineuse laquelle sous le règne de Charles VII, au XVe siècle, avait pour seigneur et propriétaire un écuyer du nom de Jehan Poret.
Au XVIIe siècle, les châteaux forts de la région sont en décadences, le "château de Boisé" est en ruine, le "château de Courcoué" a été reconstruit au XVIe siècle et "La Mabilière" est délaissée pour la maison de "Preugny" (XVIe siècle - XVIIe siècle).

### Les propriétaires de La Mabilière
| Tableau des propriétaires de La Mabilière |
| --- |
| - Famille Poret (XIVe siècle-XVe siècle) - Guillaume Poret : ses enfants - Thevenin, - Louis, - Guillaume, - Louis et - Jehan Poret, naquit vers 1410 et prendra la suite. - Famille de Bustan (XVIe siècle-XVIIe siècle, ou famille de Butan ou Butan) - Pierre Butan, seigneur de Preugny, de La Mabilière et du fief de Poully. - Mathieu, fils de Pierre, seigneur de "La Mabilière", marié et mort sans héritier. - Pierre II Butan, frère de Mathieu, †1599, seigneur de Preugny, de La Mabilière et du fief de Poully. - Jehan de Butan, †1633, fils de Pierre II, seigneur de "Preugny" et de "La Mabilière". - Gabrielle de Butan, fille de Jehan, Dame de "Preugny", de La Mabilière et du fief de Poully, †1673, épousera en 1639 sieur Isaac de Gébert, †1665. - Famille de Gébert (XVIIe siècle-XVIIIe siècle) - Isaac de Gébert et damoiselle Gabrielle Butan auront un fils : - Isaac II de Gébert, fils d'Isaac, de Preugny, aura avec damoiselle Suzanne Anne de Pierres (1664-ap. 1731) : - Isaac Prosper de Gébert, 1692-1765, fils d'Isaac II de Gébert (1692-1765), épouse damoiselle Marie Elisabeth de Gréaulme et auront - Isaac Prosper Hardouin de Gébert 1725-1778; - Pierre Isaïe de Gébert' - Jean Baptiste Hardouin de Gébert; Julie Rose de Gébert. - Anne de Gébert, - Marie de Gébert. - Pierre Isaïe de Gébert (1728-v. an II/an VII), épousera en 1780 Thérèse Rosalie de Blet (1754-v. 1810) et aura : - Thérèse Antoinette Armande de Gébert et - Perrine Rosalie Jeanne Marthe de Gébert. - Famille de Pierres (XVIe siècle-XVIIe siècle, Pierres ou La Pierre) - Guy Pierres épousa, le 30 décembre 1565, damoiselle Jeanne de Montléon (†1599), puis demeuré veuf, épousera damoiselle Louise de Saint-Jouin, veuve de Pierre de Butan, vinrent trois enfants - Josias de Pierres, le fils de Guy épousera le 6 avril 1599 damoiselle Gabrielle de Bustan, fille de Pierre de Bustan, chevalier, seigneur de "Preugny", "Vougaudry" et de "La Mabilière". De cette union naquirent deux enfants : - Hector et - Maximilien. - Henri et - Marie. - Hector de Pierres, seigneur de Narcay et de "La Mabilière". - Suzanne Anne de Pierres, en 1680, peu de temps avant la révocation de l’Édit de Nantes, Suzanne Anne de Pierres de "La Mabilière", adjura le protestantisme après avoir épousé Isaac II de Gebert de Preugny. - Famille de La Fouchardière (XVIIIe siècle) - François de la Fouchardière, "La Mabilière" lui revint en 1728 puis fut transmise à Charles Drouïn, contrôleur ordinaire des guerres à L'Île-Bouchard en 1782. Il eut un fils - François de la Fouchardière * prêtre (1747). - Famille Drouïn (XVIIIe siècle-XIXe siècle) - Pierre Guillaume Drouin et son épouse Marie-Anne Radegonde Gaillard auront un fils - Charles Drouïn de Parçay, avait hérité de son père du château de la Brèche, à Parçay-sur-Vienne et du fief de "La Mabilière". Il mourut le 4 juillet 1844, il était écuyer Seigneur de la Mabilière et avait eu une fille unique : - Julie Drouïn, †1885, s’étant marié le 8 juillet 1834 à Jacques-Louis de Fadate et auront deux enfants : - Edmond Jacques de Fadate-de-Saint-Georges, l’aîné et - Raoul-Jacques-Patrice de Fadate-de-Saint-Georges. - Famille de Fadate (XIXe siècle-XXe siècle), Famille d’origine italienne de la région de Crémone. - Jacques-Louis de Fadate, capitaine de l’escorte de Catherine de Médicis recueillit "La Mabilière" après son décès en 1888, il épousera Julie Drouïn et il cédera ses biens à son fils cadet : - Raoul-Jacques-Patrice de Fadate-de-Saint-Georges, né à Tours le 8 février 1778, il décédera à Paris le 11 mars 1854, marié à Marie Girard de Villesaison laissera pour seul héritier : - Louis Marie Charles de Fadate-de-Saint-Georges, vicomte de Fadate-de-Saint-Georges né le 2 février 1869 à Paris, qui épousera le 3 février 1894 à Paris Claire Marie Mathilde Radegonde de Chabaud-Latour, née le 4 août 1871 à Thauvenay. Ils gardèrent la propriété de "La Mabiliere" que peu de temps puisqu’ils la revendirent le 27 novembre 1895 à monsieur et madame Louis Fabre. - Famille Fabre (XIXe siècle-XXe siècle) - Louis Fabre, né à La Tour-Saint-Gelin le 18 janvier 1848, décédé à Courcoué le 15 mai 1925, qui épousera le 3 février 1875 à Courcoué Marie Arnault, née le 6 avril 1856 à Courcoué, décédée à Courcoué le 6 septembre 1936, acquirent "La Mabilière" en 1895. - Benjamin, Louis Fabre, né à Courcoué le 19 avril 1878, décédé à Courcoué en juillet 1951, qui épousera le 17 novembre 1902 à Chezelles Bernadette, Blanche, Marie-Thérèse Rancher, née le 27 septembre 1882 à Chezelles, décédée à Tours le 20 mars 1966. Ils auront six enfants : - Marie-Madeleine, Germaine Fabre, épousera Antonin, Adrien Dupuy, - Gatienne Fabre, épousera Pascal Ferrand, - Raymonde Fabre, épousera Raoul Baudry, - Benjamin Fabre, épousera Odette Plisson, - Bernard Fabre, - Huguette Fabre, épousera Albert Simon. Ce sont deux de ces enfants qui en héritèrent et s’en séparèrent le 22 juillet 1972 au profit de madame Kuhl-Lumeau. - Famille Lumeau (XXe siècle) - Madame Kuhl-Lumeau, mariée à un ressortissant allemand, laissèrent "La Mabilière" à l’abandon, mais fut rachetée et restaurée en 1979 par les actuels propriétaires. |

## Architecture

### Architecture extérieure
Qui voit "La Mabilière" aujourd’hui a bien de la peine à en retrouver les traces de sa splendeur d’antan note André Montoux.
Elle apparaît composée de deux bâtiments accolés, dont le plus élevé, avec une avancée au midi, s’appuie à l’est sur un mur d’environ un mètre d’épaisseur, à l’ouest elle est bordée par un mur de deux mètres d’épaisseur, vestige probable de l’édifice médiévale. 
Devenue, depuis très longtemps, une simple ferme, "La Mabilière" a perdu peu à peu ses fortifications dont les vestiges disparurent, semble-t-il, au début du XXe siècle. En 1932 on pouvait encore remarquer un très ancien puits à toiture conique au milieu de la cour intérieure et une très belle porte.
Le texte faisant description du fief est ici reproduit : Château de La Mabilière.
La ferme de "La Mabilière" (commune de Courcoué) est située entre la Tour Saint-Gelin et Richelieu (Indre-et-Loire). C'est un ancien château qui relevait jadis de la baronnie de Faye-la-Vineuse, et qui, en 1639, possédait trois tours crénelées.
On accède à la cour au midi par une entrée charretière entre deux piliers dont l’un à côté de la porte piétonne est consolidé par un contrefort. Dans la cour à l’ouest, une dépendance s’appuie sur un pan de mur incurvé portant au sommet quatre rangées de six boulins avec cordon d’appui à la base, fragment d’un colombier cylindrique encore visible en 1945.
Ce fragment cylindrique flanquant l'enceinte d'origine et encore garnie de deux meurtrières, transformé en colombier puisqu’il porte à son sommet quatre rangées de six boulins avec leur cordon d’appui (au total, elle devait compter 80 niches. Les propriétaires de terres nobles pouvaient détenir deux boulins par arpent, ce qui conduit à penser que "La Mabilière" possédait environ 168 hectares). De l’extérieur, elle a encore l'apparence de ce qu’elle fut à l'époque l'une des trois tours qui fortifiaient "La Mabilière". Celle-ci s'étant écroulée en 1956 lors du mariage d’une fille Fabre.
Dans une autre pièce de servitude, on remarquera un four à pain, ayant curieusement deux bouches donnant chacune dans un bâtiment différent.
On accède à la cour au midi par une entrée charretière entre deux piliers dont l’un à côté de la porte piétonne est consolidé par un contrefort.
Dans l’axe de l’entrée de "La Mabilière", sur le bord du plateau, une guérite servait de poste de surveillance, nommée « la grotte du clos labouré ».

### Architecture intérieure
Pourtant, sous son aspect de vieille ferme du terroir, subsistent plusieurs éléments, qui à l’intérieur, en attestent l’ancienneté.
À l’intérieur, une arcature en plein cintre donne accès à un escalier à volées droites inégales puisqu’elles ont respectivement, huit, deux et six marches en tuffeau très usées. 
La vaste salle basse du corps de logis adjacent donne à "La Mabilière" tout son caractère et son originalité.

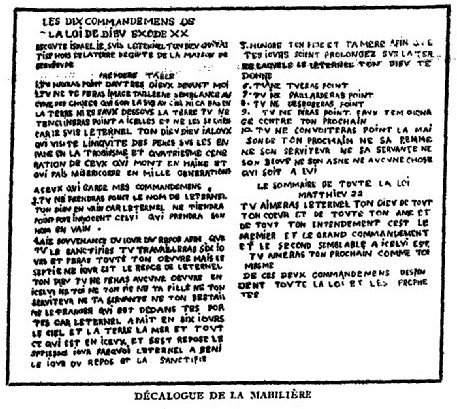
Décalogue de La Mabilière.

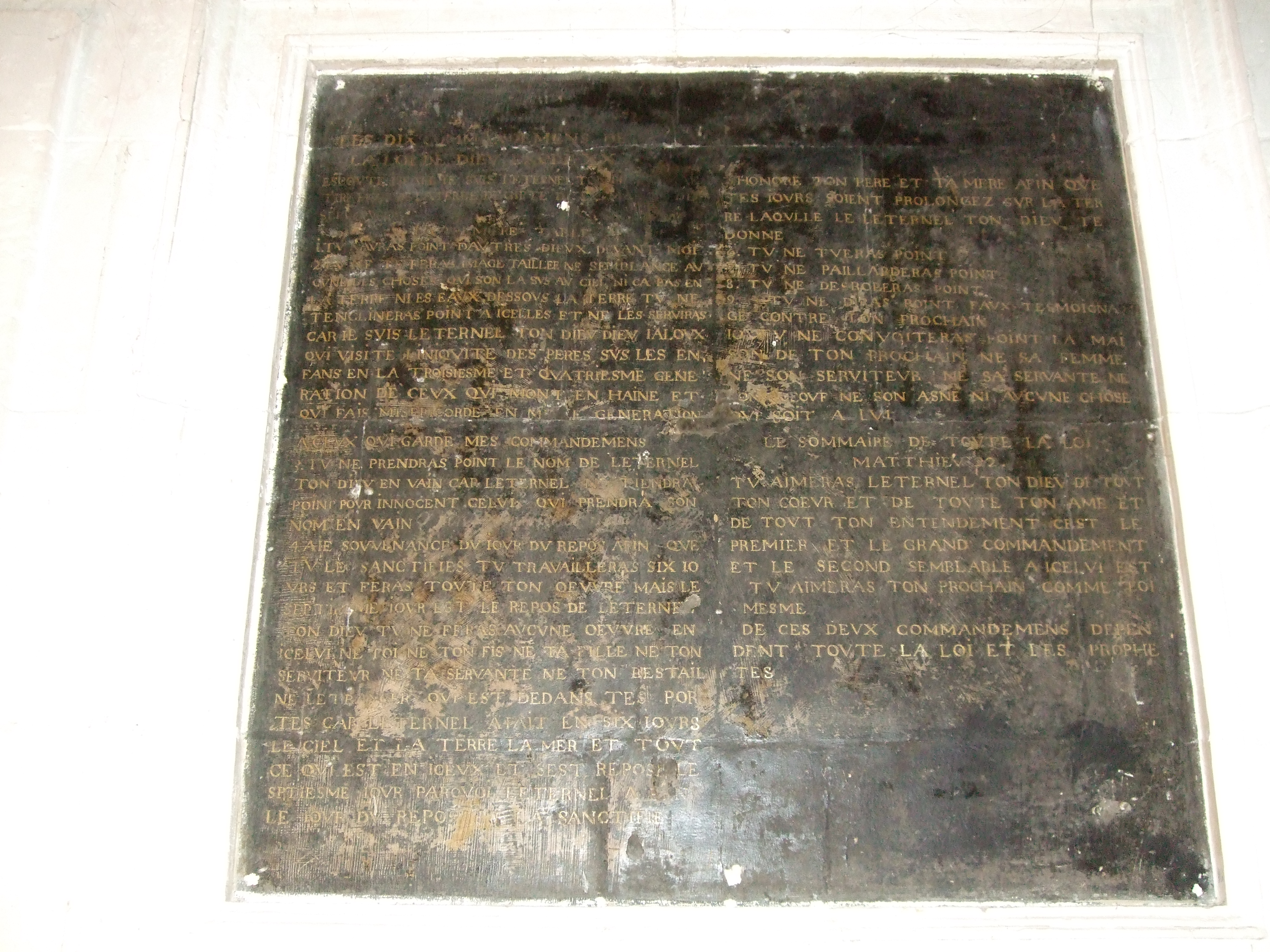
Décalogue de La Mabilière.

Celle-ci est chauffée par une imposante cheminée du XVIIe siècle avec jambages (ou pieds-droits) en forme de console et hotte droite à corniche. Son trumeau quadrangulaire entouré de moulures en bas-relief, porte en lettres d’or sur fond noir et sur deux colonnes en lettres capitales : "LES DIX COMMANDEMENS DE LA LOI DE DIEV EXODE XX". 
Le septième commandement relatif à la luxure s’énonce ainsi : "TU NE PAILLARDERAS POINT"
L’inscription se termine par : "LE SOMMAIRE DE TOVTE LA LOI. MATTHIEV".

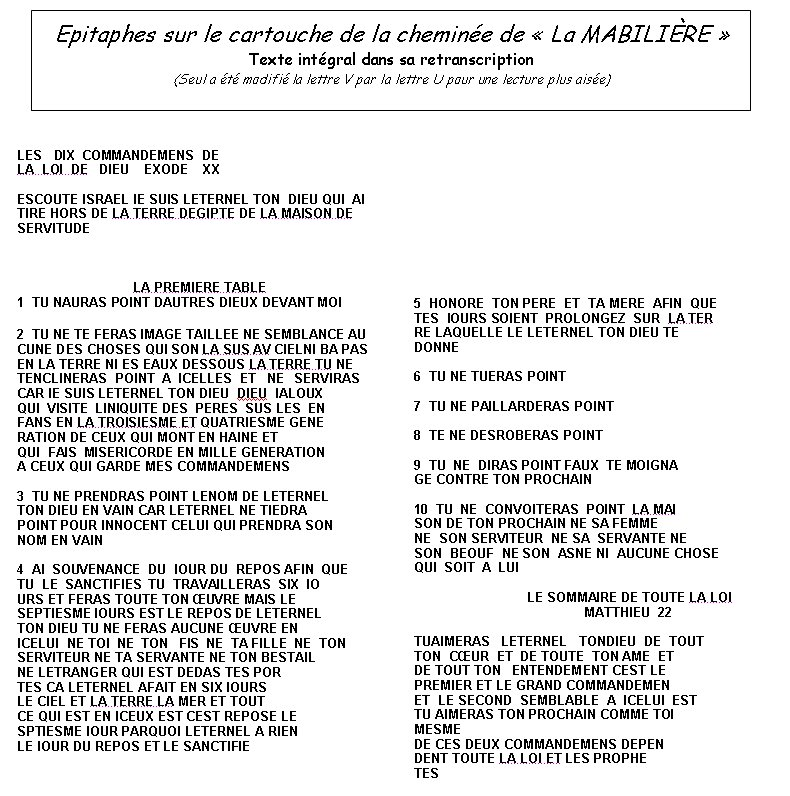
Retranscription du décalogue de "La Mabilière".

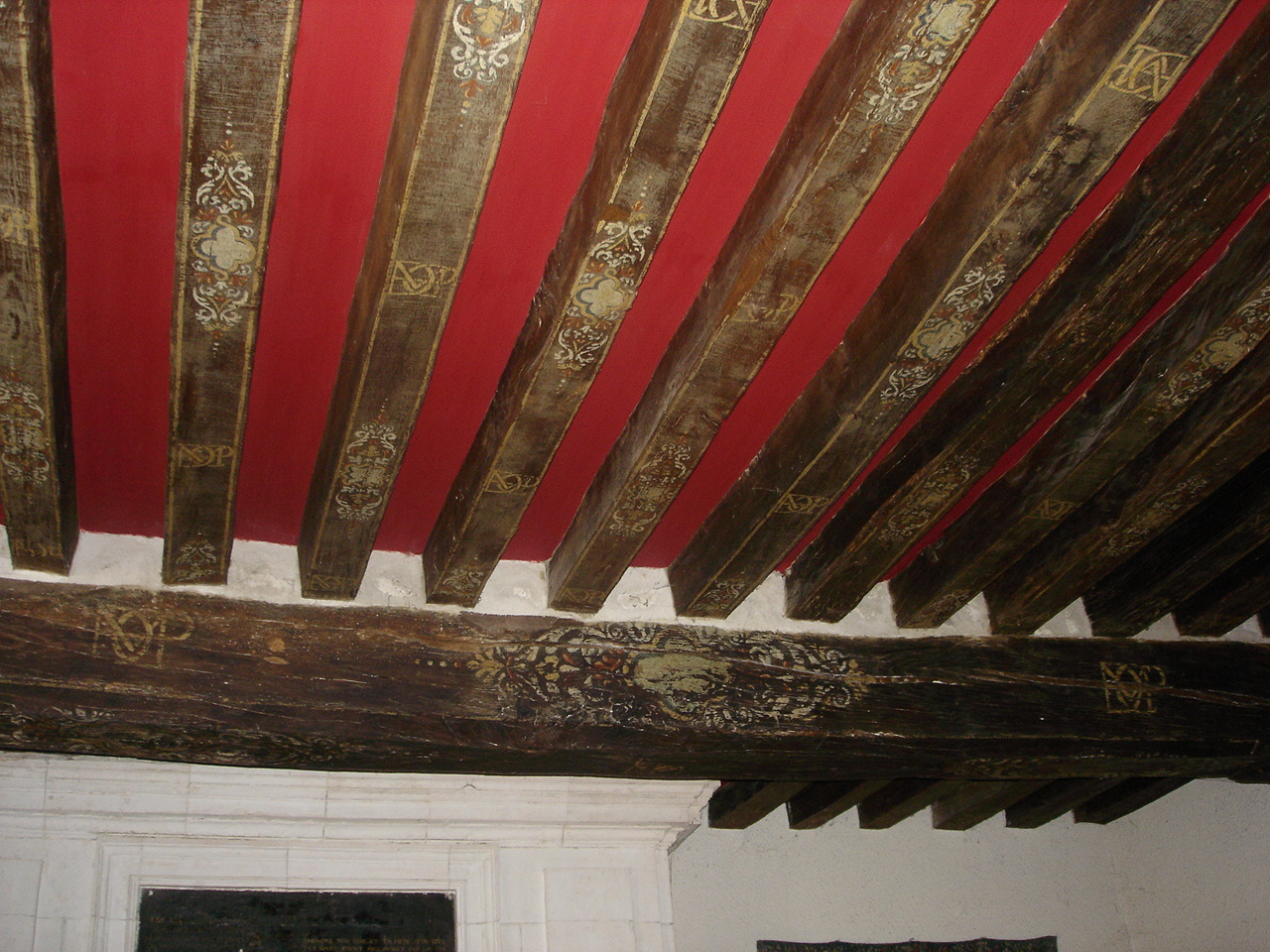
Les poutres décoratives signées

Dans un "Bulletin de la Société de l'histoire du protestantisme français", nous trouvons un ancien descriptif du décalogue :
À l'intérieur, dans une pièce haute de plafond, au-dessus de la grande cheminée, se voient les tables de la Loi; l'inscription entourée de moutures en bas-relief n'a pas pu être transporté d'ailleurs, car elle est gravée sur les pierres mêmes du mur. Les lettres d'or sur fond noir ont perdu beaucoup de leur éclat. Par endroits, elles ont été grattées ou recouvertes de plâtre. L'ensemble peut avoir 1 m. 75 de haut.
On observera sur les chevrons apparents du plafond de cette pièce ainsi que sur deux des quatre poutres maîtresses sur lesquelles ils reposent, sont peints des monogrammes polychromes inlassablement répétés qui semblent être formés de deux D inversés et entrelacés, d’un M et d’un P, dont la signification n’a pas été découverte à ce jour (ces inscriptions couvertes par des siècles de suie ont été mises au jour, après sablage, par les derniers propriétaires).

### Sources utilisées
: document utilisé comme source pour la rédaction de cet article.
- R. Ranjard (La Touraine archéologique)
- Bulletin des Amis du Vieux Chinon
- Bulletin de la Société de l’histoire du protestantisme français
- J. X. Carré de Busserolle (Dictionnaire d’Indre-et-Loire M.S.A.T.)
- Archives communales et départementales
- Archives des délibérations du Conseil municipal